# Hemaglutinina
Hemaglutinina o aglutinogen és una substància que causa l'aglutinació dels glòbuls vermells de la sang, en un procés anomenat hemaglutinació. Anticossos i lectines són hemaglutinines conegudes. El procés de l'hemaglutinació es pot utilitzar per identificar antígens de superfície dels glòbuls vermells. Per exemple, és possible determinar el grup sanguini d'un individu utilitzant anticossos anti-A i anti-B que s'enllacen específicament als antígens A i B de la superfície del glòbul vermell.